# Gymnastique artistique aux Jeux olympiques d'été de 2012 - sol femmes
Pour un article plus général, voir Gymnastique artistique aux Jeux olympiques d'été de 2012.
Navigation
Pékin 2008 Rio de Janeiro 2016
La finale féminine au sol de gymnastique artistique des Jeux olympiques d'été de 2012 organisés à Londres (Royaume-Uni), se déroule à la North Greenwich Arena le 7 août 2012.

## Médaillées
| Or          | Argent         | Bronze          |
| Aly Raisman | Cătălina Ponor | Aliya Mustafina |

## Résultats

### Finale
| Rang               | Gymnaste          | Pays       | Score D | Score E | Pén. | Total  |
| ------------------ | ----------------- | ---------- | ------- | ------- | ---- | ------ |
| Médaille d'or      | Aly Raisman       | États-Unis | 6.500   | 9.100   |      | 15.600 |
| Médaille d'argent  | Cătălina Ponor    | Roumanie   | 6.200   | 9.000   |      | 15.200 |
| Médaille de bronze | Aliya Mustafina   | Russie     | 5.900   | 9.000   |      | 14.900 |
| 4                  | Vanessa Ferrari   | Italie     | 6.200   | 8.700   |      | 14.900 |
| 5                  | Lauren Mitchell   | Australie  | 6.400   | 8.433   |      | 14.833 |
| 6                  | Ksenia Afanasyeva | Russie     | 6.100   | 8.666   | 0.20 | 14.566 |
| 7                  | Jordyn Wieber     | États-Unis | 6.100   | 8.500   | 0.10 | 14.500 |
| 8                  | Sandra Izbașa     | Roumanie   | 5.600   | 8.033   | 0.30 | 13.333 |